# EXILE LIVE TOUR 2010 FANTASY
『EXILE LIVE TOUR 2010 FANTASY』（エグザイル ライブ ツアー にせんじゅう ファンタジー）は、EXILEの6枚目のライブ・ビデオである。2010年12月1日にrhythm zoneから発売。

## 概要
2010年7月から9月にかけて、全国10ヵ所22公演で110万人を動員した、EXILE初のスタジアム・ツアー「EXILE LIVE TOUR 2010 FANTASY」から8月14日と15日の味の素スタジアム公演の模様を収録。
ツアーには、サポートメンバーとして、「劇団EXILE華組」「劇団EXILE風組」「Dream」「Happiness」「FLOWER」の5組も参加している。
2DVDと3DVDの2形態でのリリース。3DVDには、ツアーのリハーサル風景からファイナルまでを追いかけたドキュメンタリーを収録。それぞれの初回盤はキラキラジャケット仕様となっている。

## 収録曲

### DISC1
1. Opening
2. VICTORY
3. Someday
4. Your Smile
5. real world
6. Fly Away
7. 掌の砂
8. WON'T BE LONG
9. SUMMER TIME LOVE
10. Angel
11. Make It Last Forever
12. GOING ON
13. MONSTER
14. FIREWORKS
15. Ti Amo
16. ふたつの唇
17. 願い

### DISC2
1. もっと強く
2. SHOOTING STAR
3. SUPER SHINE
4. My Station
5. Choo Choo TRAIN
6. 銀河鉄道999 / EXILE feat. VERBAL
7. 愛すべき未来へ
8. 24karats STAY GOLD
9. One Wish

### DISC3
- EXILE LIVE TOUR 2010 FANTASY TOUR DOCUMENT